# Odder

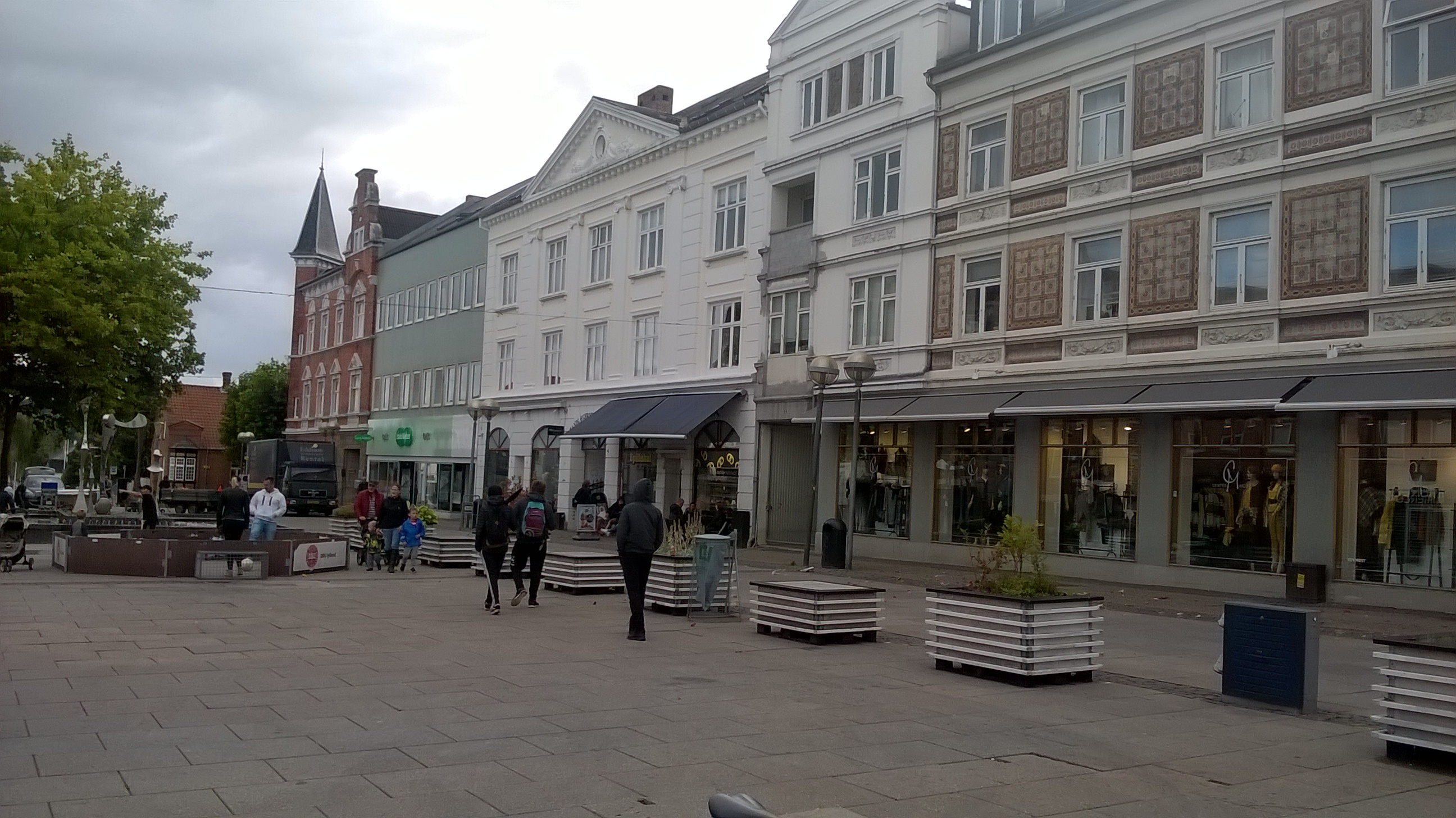

Odder est une commune du Danemark, située à l’est de la région du Jutland-Central. La commune comptait 22 675 habitants en 2019, répartis sur une surface de 225,13 km2. C’était également le nom d’une ancienne commune de l’amt d’Århus, entre 1970 et la réforme des municipalités de 2007.

## Géopolitique

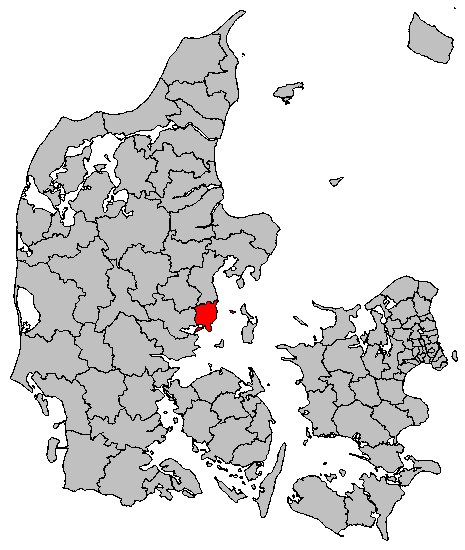
La commune d’Odder

| Période | Période  | Identité          | Étiquette                    | Qualité |
| ------- | -------- | ----------------- | ---------------------------- | ------- |
| 1970    | 1977     | Søren Aagaard     | Parti populaire conservateur |         |
| 1978    | 1985     | Vagn Mikkelsen    | Parti social-démocrate       |         |
| 1986    | 1989     | Erik Toftegaard   | Venstre                      |         |
| 1990    | 1993     | Gerda Pedersen    | Parti social-démocrate       |         |
| 1994    | 1997     | Iver E. Tesdorf   | Parti populaire conservateur |         |
| 1998    | 2005     | Elvin J. Hansen   | Parti social-démocrate       |         |
| 2006    | 2009     | Niels-Ulrik Bugge | Venstre                      |         |
| 2010    | En cours | Elvin J. Hansen   | Parti social-démocrate       |         |

## Personnalités résidant ou ayant résidées dans cette ville

### Personnalités politiques
- Knud Enggaard (né en 1929 à Odder - 2024), homme politique, ministre, député
- Kirsten Brosbøl (née en 1977 à Odder), femme politique, ministre

### Artistes
- Rasmus Andersen (né en 1861 à Ørting -1930), sculpteur
- Ejler Bille (né en 1910 à Odder - 2004), peintre, sculpteur, poète
- Sofie Linde (née en 1989 à Aarhus), actrice, animatrice télé.

### Sport
- Otto Mønsted Acthon (né en 1917 - mort à Odder en 1980), cavalier
- Hans Christian Nielsen (né en 1928 à Odder - 1990), footballeur
- Niels Fredborg (né en 1946 à Odder), cycliste
- Torben Grimmel (né en 1975 à Odder), tireur sportif
- Juliane Rasmussen (née en 1979 à Odder), rameuse
- Steffen Ernemann (né en 1982 à Odder), footballeur
- Thomas Vedel Kvist (né en 1987 à Odder), cycliste
- Steffen Jensen (né en 1989 à Odder), rameur